# 五眼聯盟
五眼（英語：Five Eyes，缩写為 FVEY），又译为五眼联盟，是由五个英语圈国家所组成的情报联盟，在英美協定下組成的國際情報分享團體，成員国包括澳大利亞、加拿大、紐西蘭、英國和美國。五眼聯盟的歷史最早可以追溯到第二次世界大战，同盟國所發布的《大西洋憲章》。
冷戰期間，五眼联盟开发梯隊系統，用於監視蘇聯及其东欧盟友。
五國擁有共同的歷史溯源，所有成員國均曾為大英帝國的一部分，英國、澳大利亞、紐西蘭和加拿大亦為英聯邦成員；美國、加拿大與英國同時也是北約成員國；美國、英國是聯合國安全理事會常任理事國的其中之二。

## 所含机构
由于情报可能通过多种管道得到，因此现在并不满足于信号情报，还加入了军事情报和人工情报，以下图表标注各国情报机构以及对应的情报方式。
| 国家                     | 机构                     | 缩写     | 角色                         |
| ------------------------ | ------------------------ | -------- | ---------------------------- |
|                          | 澳大利亞秘密情報局       | ASIS     | 人工情报                     |
| 澳大利亞信號局           | ASD                      | 信号情报 |                              |
| 澳洲安全情报组织         | ASIO                     | 安全情报 |                              |
| 澳大利亞地理空間情報組織 | AGO                      | 地理情报 |                              |
| 國防情報組織             | DIO                      | 军事情报 |                              |
| 加拿大                   | 加拿大武裝部隊情報司令部 | CFINTCOM | 军事情报、地理情报、人工情报 |
| 加拿大                   | 通信安全機構             | CSE      | 信号情报                     |
| 加拿大                   | 加拿大安全情报局         | CSIS     | 人工情报、安全情报           |
| 加拿大                   | 加拿大皇家騎警           | RCMP     | 安全情报                     |
| 新西兰                   | 國防情報安全局           | DDIS     | 军事情报                     |
| 新西兰                   | 政府通訊安全局           | GCSB     | 信号情报                     |
| 新西兰                   | 新西兰安全情报局         | NZSIS    | 人工情报、安全情报           |
| 英国                     | 英國國防情報局           | DI       | 军事情报                     |
| 英国                     | 政府通信总部             | GCHQ     | 信号情报                     |
| 英国                     | 军情五处                 | MI5      | 安全情报                     |
| 英国                     | 秘密情报局               | MI6或SIS | 人工情报                     |
| 美国                     | 中央情报局               | CIA      | 人工情报                     |
| 美国                     | 美国国防情报局           | DIA      | 军事情报                     |
| 美国                     | 联邦调查局               | FBI      | 安全情报                     |
| 美国                     | 美国国家地理空间情报局   | NGA      | 地理情报                     |
| 美国                     | 美国国家安全局           | NSA      | 信号情报                     |